# Idrijska Bela
Idrijska Bela – wieś w Słowenii, w gminie Idrija. W 2018 roku liczyła 71 mieszkańców.